# Porcellio lugubrisvizzavonensis
Porcellio lugubrisvizzavonensis är en kräftdjursart som beskrevs av Karl Wilhelm Verhoeff1928. Porcellio lugubrisvizzavonensis ingår i släktet Porcellio och familjen Porcellionidae. Inga underarter finns listade i Catalogue of Life.